# Loris Benito
Loris Benito Souto (* 7. Januar 1992 in Aarau) ist ein Schweizer Fussballspieler mit spanischen Wurzeln. Er spielt meist in der linken Verteidigung und ist ein Neffe von Ivan Benito.

## Karriere

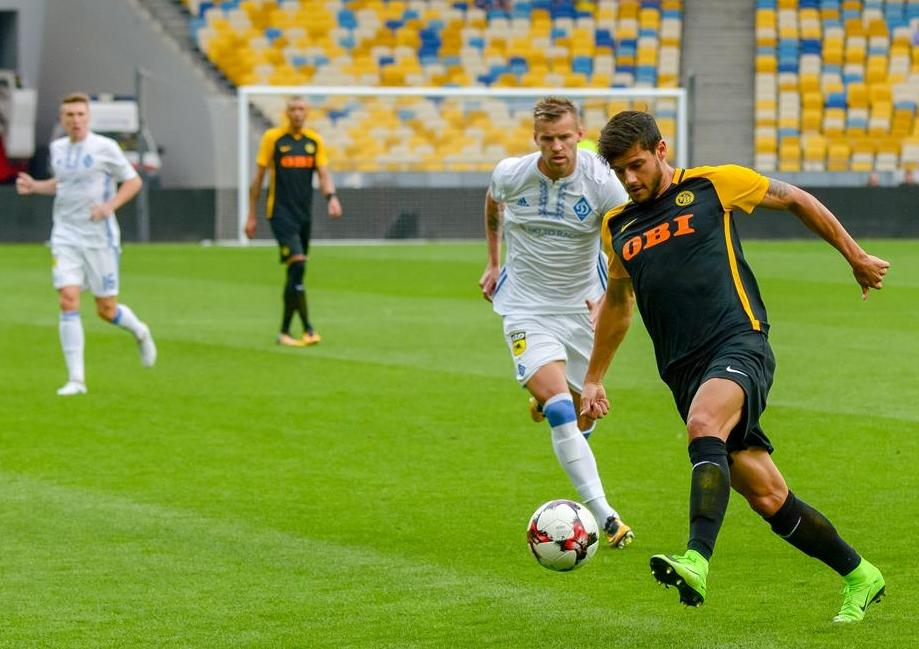
Benito (rechts) 2017 in einem Spiel von YB gegen Dynamo Kiew

Sein Ligadebüt für den FC Aarau gab er am 1. November 2009 unter dem damaligen Trainer Martin Andermatt. 2012 wurde er vom Super-Ligisten FC Zürich verpflichtet.
Zur Saison 2014/15 wechselte er zu Benfica Lissabon, wo er sich aber nicht durchsetzen konnte.

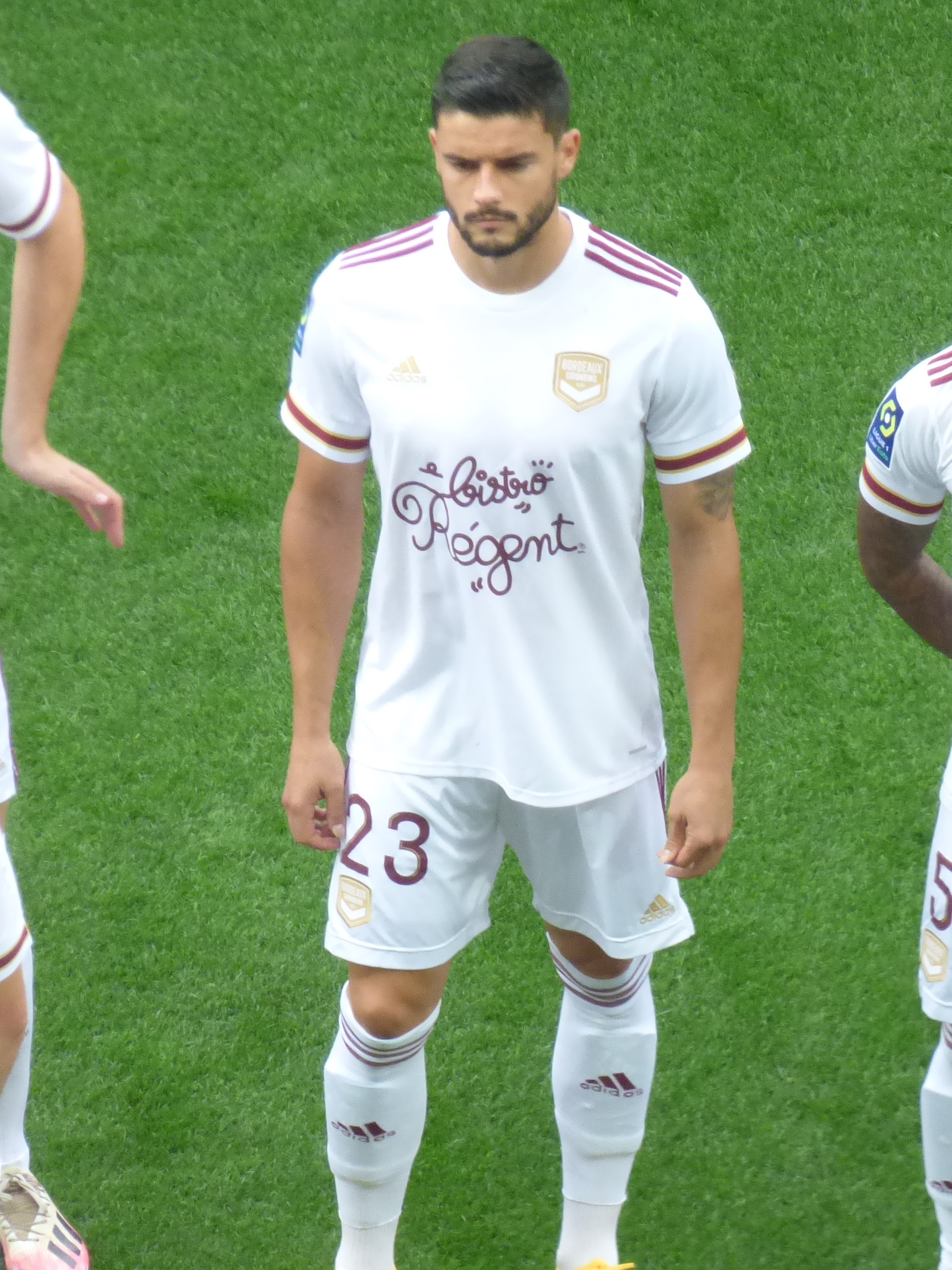
Loris Benito bei Girondins Bordeaux (2021)

Zur Saison 2015/16 wechselte Benito zum BSC Young Boys und unterschrieb dort einen Vertrag für vier Jahre, den er nicht verlängerte und den Verein im Sommer 2019 verlassen hatte und zu Girondins Bordeaux wechselte.
Nachdem Loris Benito seit dem Sommer 2021 vereinslos gewesen war, unterschrieb er am Deadline Day 2022, dem 31. Januar einen neuen Vertrag beim Walliser Verein FC Sion. Am Ende der Saison 2021/2022 wechselt er für eine Ablösesumme von 800.000 Euro vom FC Sion zu den BSC Young Boys.
Er durchlief sämtliche Nachwuchsnationalteams und galt seit seiner frühen Jugend als Nachwuchstalent. Am 14. November 2018 debütierte Benito in der Schweizer A-Nationalmannschaft anlässlich eines Freundschaftsspiel gegen Katar. Vier Tage später kam er bei einem 5:2-Erfolg über Belgien in der UEFA Nations League per Einwechslung zu seinem Pflichtspieldebüt.
Für die Europameisterschaft 2021 wurde er ins Nati-Kader berufen.

## Trivia
Am 10. März 2013 wurde Benito beim Spiel zwischen dem FC Thun und dem FC Zürich von einem Steinmarder gebissen, der sich den Weg ins Stadion gesucht hatte, über das Spielfeld lief und schliesslich von Benito eingefangen wurde. Nachdem er gebissen worden war und den Marder wieder losgelassen hatte, wurde dieser von Torhüter David Da Costa erneut eingefangen und dem Sicherheitspersonal übergeben, welches das Tier auf einer Wiese neben dem Stadion wieder freiliess. Das Spiel selbst wurde für eine Dauer von 30 Minuten unterbrochen und endete in einem 4:0-Sieg des FC Zürich.

## Erfolge
- Schweizer Cupsieger 2014 mit dem FC Zürich
- Portugiesischer Meister 2015 mit Benfica Lissabon
- Schweizer Meister 2018, 2019, 2023, 2024 mit dem BSC Young Boys
- Schweizer Cupsieger 2023 mit dem BSC Young Boys